# Zalman
Zalman Tech Co. ist ein südkoreanisches Unternehmen, das nachrüstbare Computerprodukte entwickelt und vermarktet.
Zur Produktpalette gehören unter anderem Kühlkörper, Lüfter und Wasserkühlungen für die Kühlung von PC-Komponenten, Netzteile sowie Computer- und Festplattengehäuse.
Das 1999 gegründete Unternehmen besitzt einige Patente, die sich auf die Kühlung und die Geräuschreduzierung beziehen. Zalman war der erste Hersteller eines komplett lüfterlosen Gehäuses. Es basierte auf einem Lamellensystem, das die Wärme der Grafikkarte, des Mainboards und der CPU über das Gehäuse ableitet.
Zalman drang mit dem 5.1-Kopfhörersystem ZM-RS6F/M auch in den Kopfhörermarkt vor.
2011 wurde Zalman von Moneual übernommen. 2014 wurde bekannt, dass die Geschäftsleitung dieses Unternehmens über Jahre in einem großangelegten Betrug mehrere Hunderte Millionen Euro veruntreut haben soll und Zalman dadurch vor der Insolvenz stehe.

## Monitore
Zalman ist ein Pionier und Marktführer in stereoskopischen (3D-)LCD-Monitoren, die mit einer polarisierten 3D-Brille (+45°/+45° Ausrichtung, ähnlich der 0°/0° RealD, CINEMA 3D und Easy 3D) benutzt werden. Diese Produkte erlauben es dem Benutzer, Spiele und andere dreidimensionale Medien stereoskopisch darzustellen. Für Stereofotos/-videos ist kein spezieller Treiber erforderlich und funktioniert damit grundsätzlich auch unter Linux, wenn die vertikale Auflösung nativ ist. Es ist allerdings eine spezielle Abspielsoftware erforderlich, oder Bilder und Videos müssten erst per Software konvertiert werden. Von Zalman selbst gibt es entsprechende Software nur für Windows 7.
Die Zalman-Monitore arbeiten direkt (über PC) mit der 3D-Software iZ3D zusammen, können aber auch unter dem Nvidia-3D-Vision-Treiber viele Computerspiele stereoskopisch darstellen.

## Vorübergegangene Finanzprobleme im Jahr 2014
Am 30. Oktober 2014 wurde berichtet, Zalman sei mit über 3 Milliarden Won verschuldet. Zalman beantragte darauf Insolvenz in Eigenverwaltung.

## Modelle
- M190 (4:3)
- M215W (Full HD)
- M220W (Pivot-Funktion)
- M240W (Full HD)
- M320W-F (Full HD)

Mxxx ≙ xxx÷10 Zoll
- SG100G (Stereo-Brille)
- SG100C (Stereo-Clip)

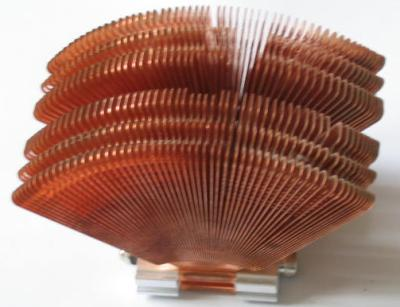
CPU-Kühler „Flower“ aus Kupfer
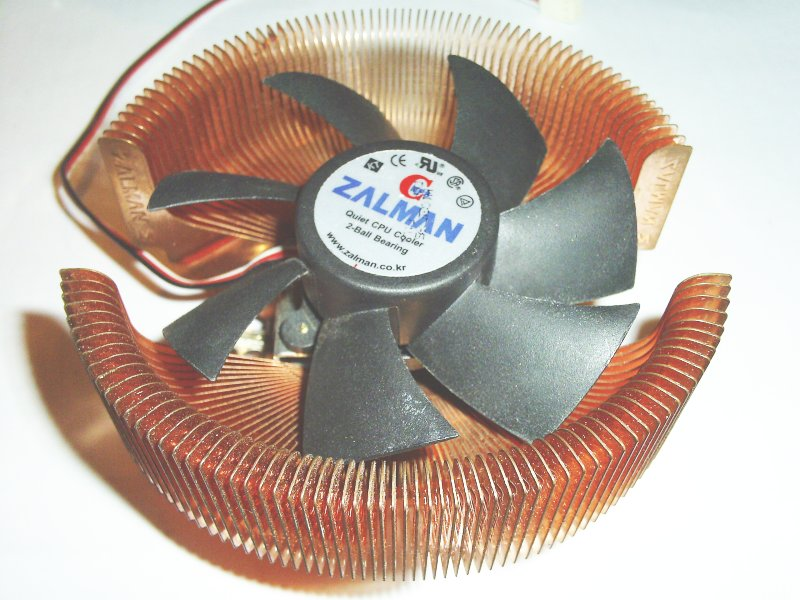
CPU-Kühler CU 7000 für Pentium-4-, Athlon-XP- und Athlon-64-CPUs
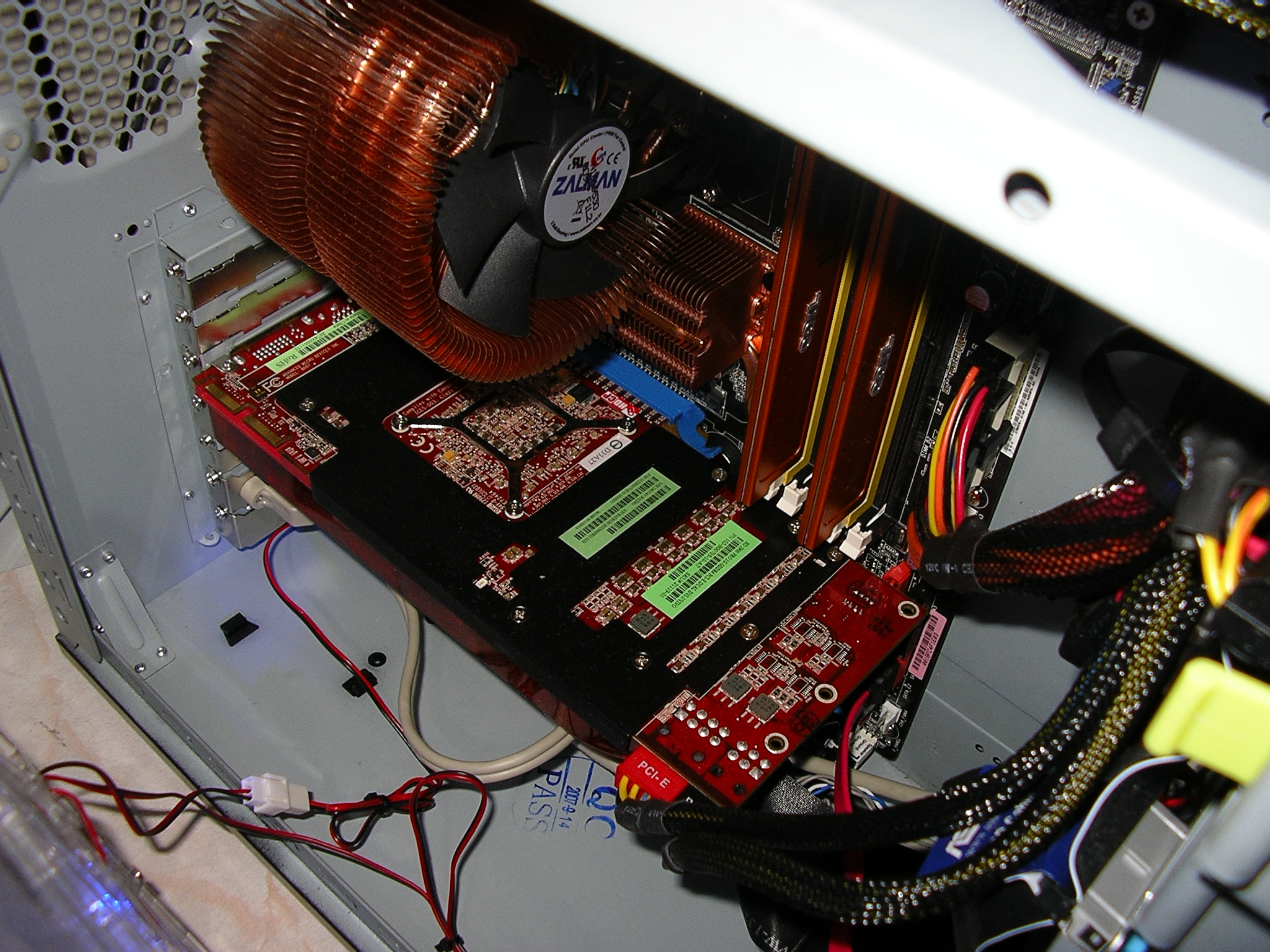
CPU-Kühler CNPS9500AT „Super-Flower“ aus Kupfer